# Enli naturreservat
Enli naturresevat er et egeløvskovsreservat på 13,5 ha, beliggende på en ås, der har sin akse fra vestnordvest til østsydøst, og som ligger nord for Rykkinn i Bærum.
Undergrunden består af rombeporfyr, og bjergskråningen er stejl og sydvendt. Nederst er den bevokset med elme-lindeskov, domineret af Småbladet Lind, og øverst med mosaikker af stenskred, klippevægge, ren fyrreskov og frodig blandingsskov.. Foruden store naturværdier indeholder området gamle kulturhistoriske minder som opmurede hesteveje og gamle grubegange.
Området er let tilgængeligt og blev fredet i 1982.

## Eksterne links
- Bærum kommunes kortlægning af naturbeskyttelsen (norsk)

59°56′23″N 10°27′18″Ø / 59.93974°N 10.45497°Ø